# کوسه بادبان‌پشت
کوسه بادبان‌پشت (نام علمی: Gogolia filewoodi) نام یک گونه از راسته زمین‌کوسه‌سانان است.